# György Jakubinyi

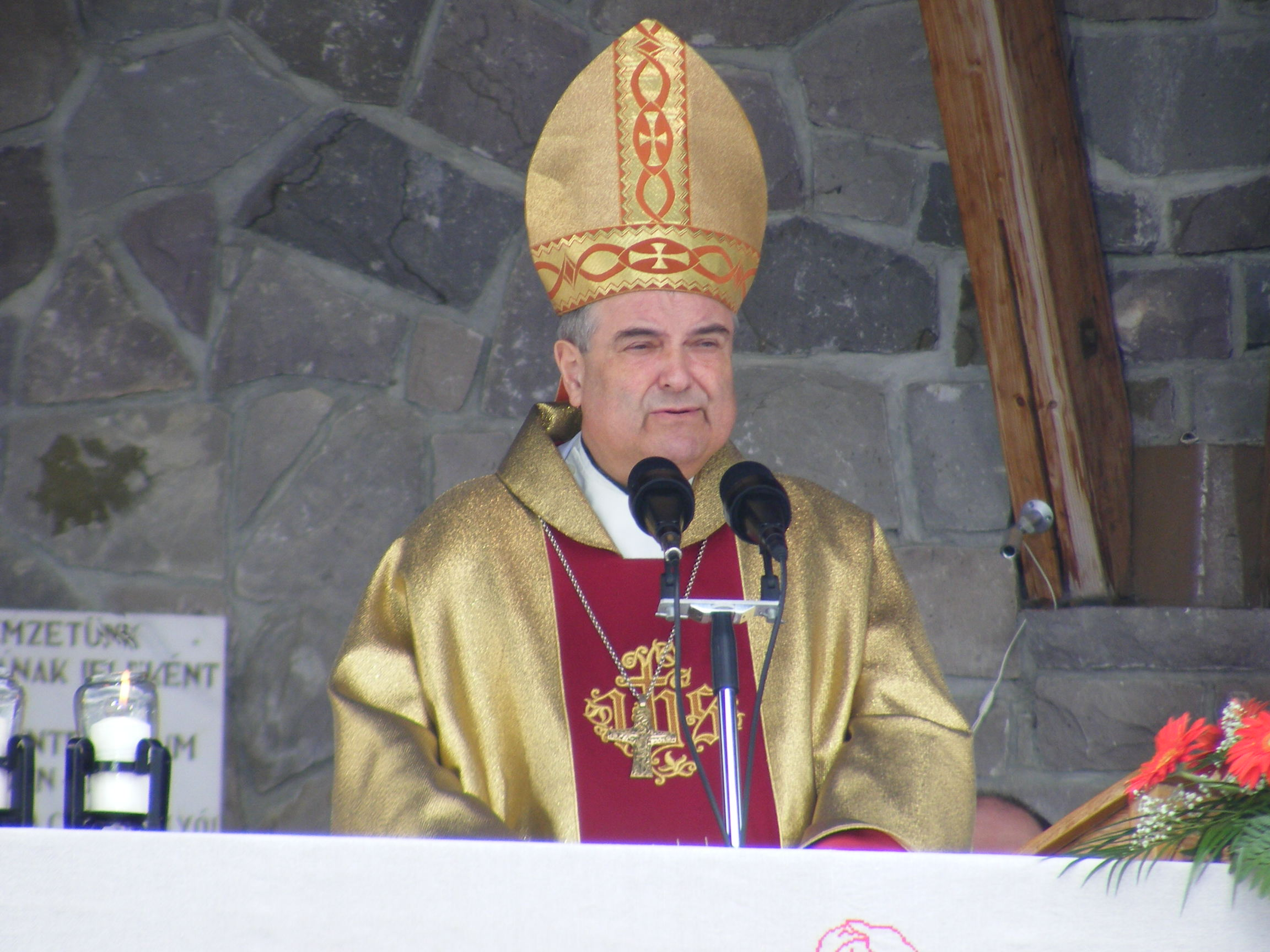
Erzbischof Jakubinyi 2010

György-Miklós Jakubinyi (* 13. Februar 1946 in Sighetu Marmației) ist emeritierter römisch-katholischer Erzbischof von Alba Iulia in Rumänien und Apostolischer Administrator des Ordinariats für die armenischen Gläubigen in Rumänien.

## Leben
Jakubinyi wurde am 13. April 1969 zum Priester geweiht. Er studierte katholische Theologie u. a. in Augsburg und (ab 1970) in Rom. Von 1972 bis 1992 war er Dozent an der Theologischen Hochschule in Alba Iulia.
Am 14. März 1990 ernannte ihn Papst Johannes Paul II. zum Titularbischof von Aquae Regiae und Weihbischof in Alba Iulia. Francesco Colasuonno, Titularerzbischof von Truentum und Apostolischer Nuntius in der Russischen Föderation, weihte ihn am 29. April desselben Jahres zum Bischof. Mitkonsekratoren waren Antal Jakab, emeritierter Bischof von Alba Iulia, und dessen Amtsnachfolger Lajos Bálint.
Am 8. April 1994 ernannte Papst Johannes Paul II. ihn zum Erzbischof von Alba Iulia. Er leitete eine Erzdiözese mit 540.000 Katholiken (darunter 95 % Ungarn) und war seit 1991 Apostolischer Administrator des armenisch-katholischen Ordinariats von Rumänien.
Jakubinyi spricht neben seiner ungarischen Muttersprache zahlreiche Fremdsprachen fließend, darunter Rumänisch, Deutsch, Italienisch, Russisch, Polnisch, Englisch und Esperanto. Auf den beiden Europa-Sondersynoden im Vatikan in den Jahren 1991 und 1999 setzte Jakubinyi sich für Esperanto als Kirchensprache ein.
Jakubinyi beteiligte sich auch am Programm der Deutschen Katholikentage in den Jahren 1994, 1998 und 2000.
Papst Franziskus nahm am 24. Dezember 2019 seinen vorzeitigen Rücktritt an. Am 2. September 2020 trat György Jakubinyi zudem als Apostolischer Administrator des Ordinariats für die armenischen Gläubigen in Rumänien zurück.